# 打製石器

ルヴァロワ技法による打製石器製作

打製石器（だせいせっき）とは、石を打ち砕いてつくられた石器で磨きを伴わないもの。

## 歴史
人類が道具を使い始めたのは200万年前といわれているが当初は石をそのまま使っていた。その後、石の一端を破砕すると鋭利な部分が現れることがわかり刃物として利用されるようになった。
最初の打製石器である礫器（チョッパー）は非対称で不定形だった。しかし140万年前頃には石の周囲全体を加工して対称の形に整えた石器が現れている。
打製石器は時代に従って、石を砕いただけの礫器から、薄い剥片を用いた剥片石器・石の中央部を利用した石核石器へ移行し、最終的には細石器が用いられるようになった。
日本では主に旧石器時代から縄文時代にかけて使われており、弥生時代に入って金属器が使われるようになると次第に減少した。磨製石器に対する語。打製石器の材料としては、黒曜石、讃岐岩、頁岩などがある。

## 打製石器の製作技術
- 直接打法･･･石のハンマー（打撃具）を石材の一端に直接打ちつけて不要な部分を剥離する打法。原石の形状を整えたり、おおまかに刃をつけたりする場合にも、この技術が用いられる。
- 間接打法･･･打撃具を直接打ちつけるのではなく、石材の一端にシカの角（つの）や獣骨のタガネを当て、槌で間接的に打撃を加えて石片をはぎ取り、その石片（剥片とよぶ）から石刃をつくる。
- 押圧剥離･･･石材の縁に尖ったシカの角や骨、木などの柔らかい打撃具を当て、力を加えて微細な石片を剥離する。尖頭器や細石刃などを作る細かい加工技法。

## 打製石器の種類
旧石器時代の打製石器には主に以下のようなものがある。
1. ハンドアックス
切ったり、掘ったり万能な方法で用いられた石器[1]。握斧（あくふ）または握槌（にぎりづち）がこれにあたる[1]。
2. ブレイド（石刃[2]）
切る、削るなどの用途に用いられた鋭利な石器[1]。
3. ポイント（尖頭器[2]）
弓矢や槍の先頭に付け主に狩猟のために用いられた石器[1]。

他にスクレイパーやナイフ形石器、彫器があった。
縄文時代になると、石匙・石鏃・石錐・石斧・石槍など用途に応じた多様な打製石器がつくられるようになる。これらはいずれも剥片石器である。これに対し、石核とは打製石器を制作した時に残った石材のことであり、原石の芯にあたる部分からつくり出された石器のことを石核石器という。

## リンク
- インターネット相沢忠洋記念館 - ウェイバックマシン（2000年9月19日アーカイブ分）